# Elmar Hörig
Elmar Hörig (* 15. Juni 1949 in Baden-Baden) ist ein deutscher ehemaliger Radio- und Fernsehmoderator und Autor.

## Leben und Karriere
Hörig wuchs in Hamburg auf und war nach eigener Aussage ein „schwererziehbares Kind“. Er machte 1969 sein Abitur in Sasbach, anschließend studierte er in Freiburg im Breisgau Anglistik und Sportwissenschaft. Zwei Jahre lebte er in London. Bis 1986 unterrichtete er als Lehrer, unter anderem an der Heimschule Lender in Sasbach. In den staatlichen Schuldienst wurde er nach eigenen Angaben nicht übernommen.

### Radio
Von 1980 bis 1999 war er Moderator bei SWF3 und dessen Nachfolgesender SWR3. Er war bekannt für seine Witze, die er vor allem in der Elmi Radio Show erzählte, und für seine eigene Musikzusammenstellung. Zur selben Zeit war er in Berlin und Umgebung zu hören mit seinen Sendungen Radiopuzzle, später in Radio-Flip umbenannt, bei RIAS 2 und dessen Nachfolger rs2 und anschließend mit Alles Banane bei Radio Fritz, in denen er vielfach Elemente, Strukturen und Ideen aus seinen früheren SWF3-Sendungen unverändert übernahm.
Im März 1999 kündigte ihm der SWR nach mehreren sexuellen Anspielungen und Witzen über Schwule. So hatte er sich über eine Sonderaktion der Deutschen Bahn für homosexuelle Paare lustig gemacht, dabei fielen unter anderem Sätze wie „Warme Wochen bei der Bahn. Das ist gut, da muss man die Züge in Zukunft nicht mehr heizen“. SWR3-Chef Gerold Hug erklärte dazu: „Das ist die unterste Schublade der Schwulenwitze“. Vorangegangen waren kurz davor sexuelle Anspielungen gegenüber Schülerinnen in seiner Fernsehsendung Bube, Dame, Hörig und ein mehrwöchiges Mikrofonverbot im Januar wegen ähnlicher Äußerungen. Hörfunkdirektor Bernhard Hermann erklärte dazu, der Sender dürfe „nicht auf Dauer in der Schmuddelecke landen“.
Nach seinem Weggang von SWR3 verpflichtete Rockland Radio Hörig als Moderator mit eigener Show. Von 2004 bis Anfang April 2007 moderierte er bei Radio Regenbogen unter altem Namen seine Show. Die neue Elmi-Radio-Show wurde zunächst werktäglich ausgestrahlt und lief ab Mai 2006 immer samstags. Zusätzlich moderierte er donnerstags die Sendung Dinner for Elmi. Von Februar 2008 bis April 2009 war Hörig samstags bzw. sonntags in Doppelmoderation mit Claudia Barbonus bei Radio Köln zu hören. Während der Fußball-Weltmeisterschaft 2010 produzierte Elmar Hörig eine Comedy-Serie für den baden-württembergischen Privatsender Radio 7. Von Mai 2013 bis Ende 2015 war er täglich im Programm des Radiosenders Top 20 Radio zu hören.

### Fernsehen
Parallel zu seiner Radiokarriere war Hörig für das Fernsehen tätig. Zunächst moderierte er für das SWF-Fernsehen die Schülerquiz-Sendereihe Die sechs Siebeng’scheiten (1983–1987) und mehrere Jahre später im ZDF die Singleshow Liebe auf den ersten Blick (1992).
Anschließend wurde er von Sat.1 engagiert und präsentierte dort die Spielshows Pack die Zahnbürste ein (1995–1996), Bube, Dame, Hörig (1996–1999), Geh aufs Ganze! (1996–1997) und die Musiksendung Elmis Oldie Show. 2010 war er Teilnehmer der Kochshow Das perfekte Promi-Dinner auf VOX.

### Autor
Hörig ist Autor des Romans Beatles-Story: Raimonds Traum (Eichborn Verlag, 1994) und der im Selbstverlag publizierten Taschenbücher Best of Elmi 2000–2003 (2018) und Freiluftklapse Deutschland: Elmis Moinbrifn 2018 Deutschland kaputt (2018). Im August 2021 veröffentlichte er eine Autobiographie mit dem Titel #Radiogott: Voll auf den Sender im Selbstverlag/Amazon Print-on-demand.

### Kritik
Ende 2016 geriet Elmar Hörig wegen Äußerungen auf seiner Facebook-Seite, die von verschiedenen Medien als volksverhetzend, menschenverachtend und rassistisch bewertet werden, in die Schlagzeilen. In einem Porträt des Nachrichtenmagazins Der Spiegel aus dem Mai 2024 wird Elmar Hörig als „Ein-Mann-Stammtisch“ charakterisiert. Er sei der Meinung, Politiker seien Dilettanten, Ausländer seien kriminell und die junge Generation sei zu nichts zu gebrauchen. Geflüchtete würden von Hörig in erster Linie als Schmarotzer oder Täter dargestellt.